# Ersparniskasse Schaffhausen
Die Ersparniskasse Schaffhausen AG ist eine in Schaffhausen verankerte Schweizer Regionalbank. Sie wurde 1817 von der gemeinnützigen Hülfsgesellschaft Schaffhausen gegründet und ist die älteste Bank in der Stadt und im Kanton Schaffhausen. 1937 wurde sie an der Generalversammlung der Hülfsgesellschaft in eine Stiftung umgewandelt. In der Folge trat die Hülfsgesellschaft operativ in den Hintergrund. Der gemeinnützige Gedanke ist immer noch spürbar. Jedes Jahr fliesst ein Teil des Gewinns an die gemeinnützige Gründerin. 
Seit 1992 hat die Ersparniskasse die Rechtsform einer Aktiengesellschaft. Neben dem Hauptsitz in Schaffhausen betreibt das Institut eine Niederlassung im Zürcher Weinland in Kleinandelfingen. Ihr Tätigkeitsgebiet liegt traditionell im Retail Banking, im Hypothekargeschäft, im Private Banking und im Bankgeschäft mit kleinen und mittleren Unternehmen. Das Unternehmen beschäftigt 36 Mitarbeitende und 2 Lernende. Per Ende 2024 betrug die Bilanzsumme 1.02 Milliarden Schweizer Franken.